# Cipeujeuh Wetan
Cipeujeuh Wetan is een bestuurslaag in het regentschap Cirebon van de provincie West-Java, Indonesië. Cipeujeuh Wetan telt 8011 inwoners (volkstelling 2010).